# Сарайсінська сільська рада
Сара́йсінська сільська рада (рос. Сарайсинский сельский совет) — муніципальне утворення у складі Стерлібашевського району Башкортостану, Росія. Адміністративний центр — село Єлімбетово.

## Населення
Населення — 820 осіб (2019, 1044 в 2010, 1153 в 2002).

## Склад
До складу поселення входять такі населені пункти:
| Населений пункт           | Населення, осіб (2002) | Населення, осіб (2010) |
| ------------------------- | ---------------------- | ---------------------- |
| Буляк, присілок           | 45                     | 33                     |
| Верхньошакарово, присілок | 194                    | 168                    |
| Єлімбетово, село          | 400                    | 373                    |
| Нижньошакарово, присілок  | 89                     | 74                     |
| Сарайсіно, присілок       | 321                    | 283                    |
| Уметбаєво, присілок       | 104                    | 113                    |